# Le Canal du Loing
Pour la voie d'eau navigable, voir Canal du Loing
Le Canal du Loing aussi appelé Le Canal du Loing à Moret est un tableau d'Alfred Sisley de 1892. Il a été acquis par l'État français après la mort du peintre en 1899 par don au musée du Luxembourg d'un groupe de ses amis à l'initiative de Claude Monet. Il se trouve actuellement au musée d'Orsay. Cent ans après la représentation par Sisley du canal du Loing à Moret-sur-Loing, ce dernier n'est plus bordé d'arbres.

## Contexte
En septembre 1882, Sisley s'installe définitivement à Moret-sur-Loing, traversée par plusieurs cours d'eau et notamment par la pittoresque rivière du Loing, affluent gauche de la Seine. 

## Description
Dans cette œuvre, l'œil attentif et affectueux de Sisley s'attarde sur le canal qui suit le cours du Loing sur une cinquantaine de kilomètres. Le point de vue choisi par le peintre est celui où le canal du Loing, entouré d'une majestueuse rangée de peupliers dénudés, se cambre, jusqu'à se perdre dans l'horizon.
Sur l'autre rive il y a des fermes blanches et une présence humaine. Dans le canal, un petit bateau est amarré. La palette, jouant sur les harmonies de bleu, mauve et violet, transmet un sentiment authentique de paix et de tranquillité.

## Analyse
La confrontation photographique effectuée par Leopold Reidemeister (de) au site montre que, près de cent ans plus tard, le canal n'est plus bordé d'arbres.
Comme il le faisait d'ailleurs lui-même remarqué à Adolphe Tavernier l'année où il peint cette toile, Sisley dans Le Canal du Loing à Moret accorde une importance et un espace considérables au ciel : « le ciel ne peut pas n'être qu'un fond [...] J'appuie sur cette partie de paysage, parce que je voudrais vous faire bien comprendre l'importance que j'y attache [...] je commence toujours une toile par le ciel ».
Une version similaire du tableau, peinte en hiver en 1891, se trouve au musée national des beaux-arts d'Alger. 
Une autre toile du même sujet a été décrite ainsi par Gustave Geffroy : « Il peint un jour d’hiver, glacial et ensoleillé. La terre, le ciel, le canal, le squelette fin des arbres, tout est mauve, tirant sur le rose, l’air est doré. Trois chemins parallèles, développés en profondeur, conduisent au lointain bordé de peupliers. Au bord de l’eau métallique cheminent un homme sombre et un cheval clair, tous deux minuscules auprès de la haie vive qui pétille, ardente de couleur. L’atmosphère est si pure que si l’homme sombre pousse un cri, les trois chemins et le canal en porteront l’écho jusqu’aux voûtes du monde. »

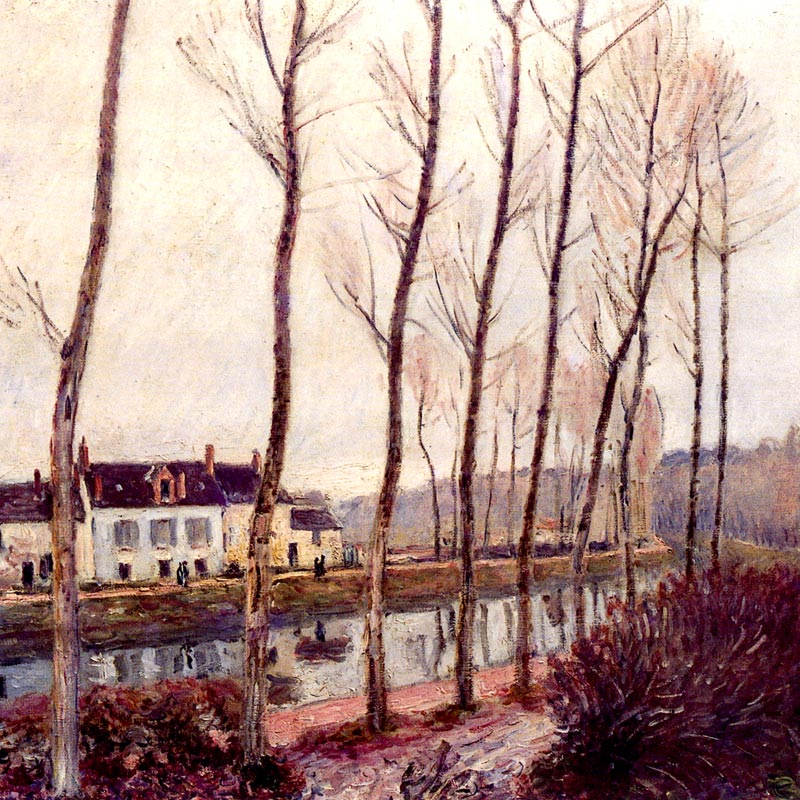
Le Canal du Loing en hiver 1891 par Alfred Sisley,  musée national des beaux-arts d'Alger
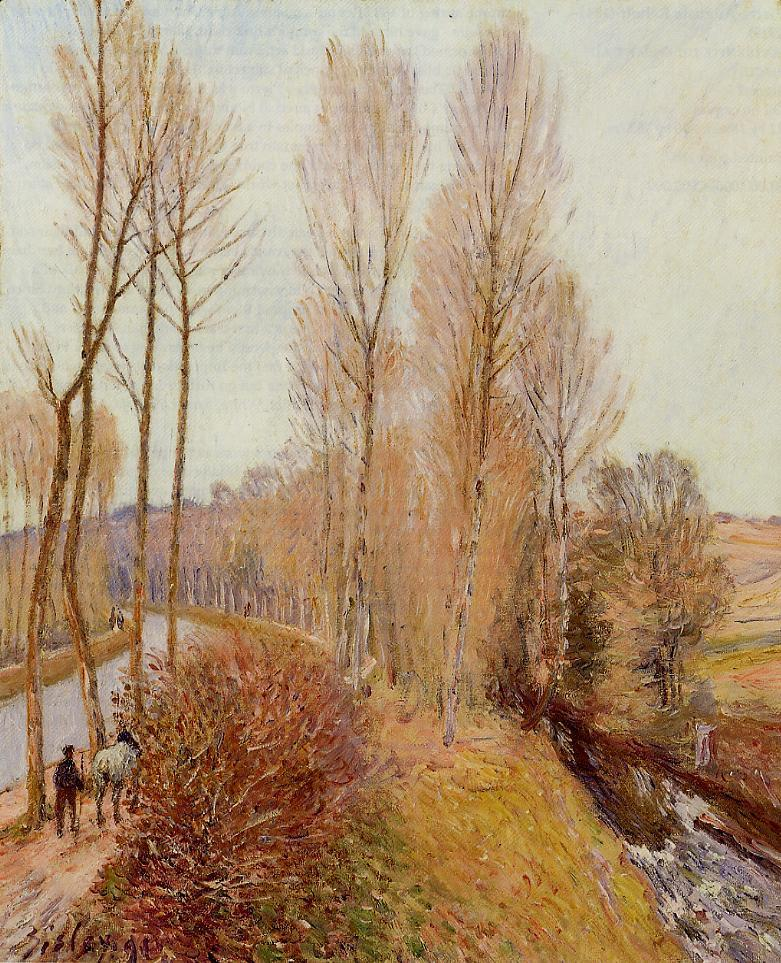
Chemin le long du canal du Loing 1891 par Alfred Sisley, localisation inconnue
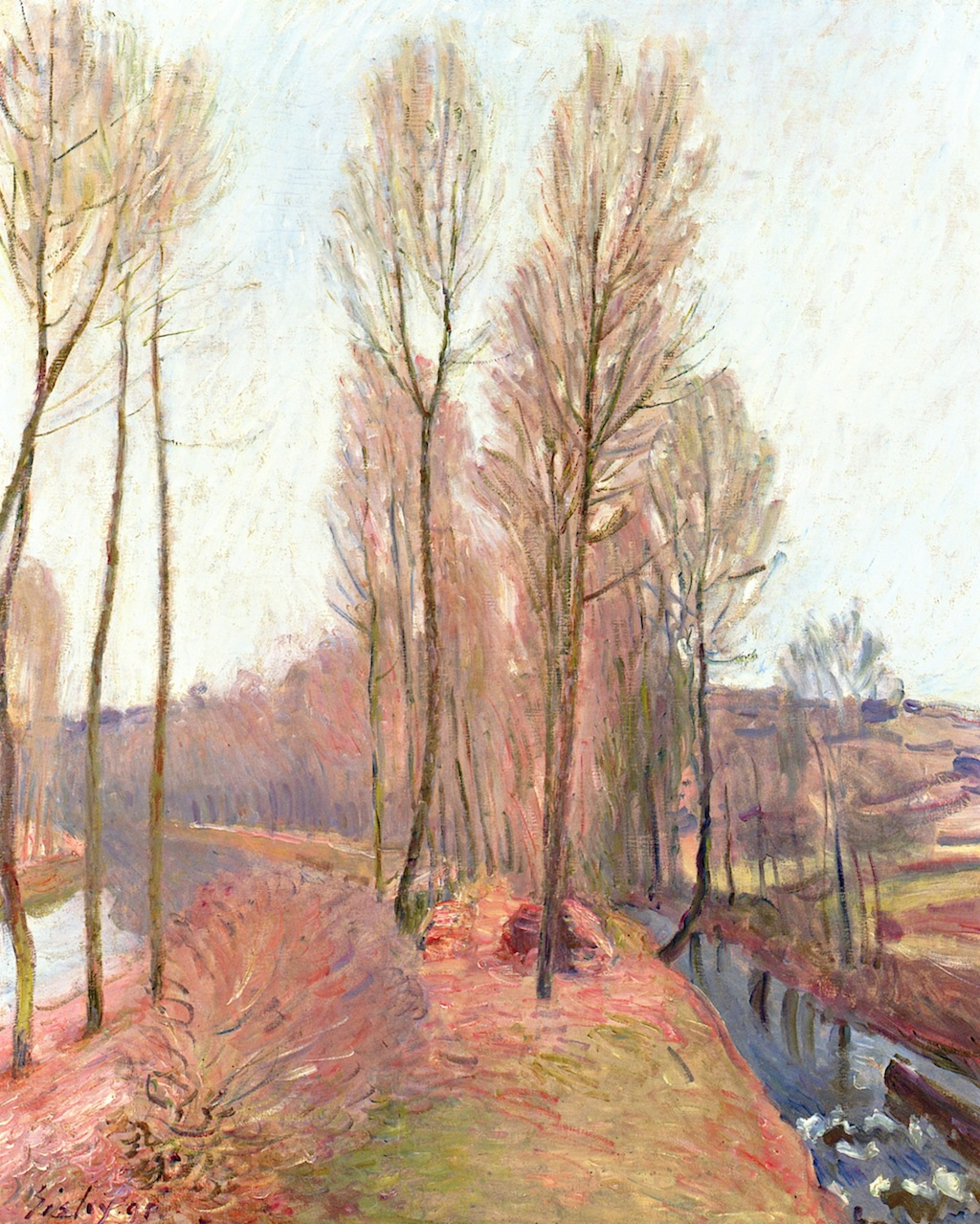
L'Orvanne et le canal du Loing en hiver 1891 par Alfred Sisley, collection particulière

## Provenance
Après la mort du peintre en 1899, l'œuvre impressionniste choisie par Claude Monet fait l'objet d'un don d'un groupe d'amis de Sisley, non sans polémique comme lors du legs Caillebotte accepté par Léonce Bénédite pour le musée du Luxembourg.

## Reproduction
Dans Coke en stock conçu par Hergé et paru en 1958, le capitaine Haddock acquiert une peinture d'Alfred Sisley : Le Canal du Loing. À cette époque, en 1956, Hergé a une passion naissante pour la peinture et songe même abandonner la bande dessinée. Il devient propriétaire imaginaire de cette toile, qu'il ne pouvait, ni peindre ni s'offrir, grâce au capitaine Haddock.
En 1974, un timbre reproduisant Le Canal du Loing de Sisley, gravé en taille douce par Pierre Gandon, est émis en France pour marquer le centenaire de l'Impressionnisme. Le timbre est réédité en 2024 pour les 150 ans de l'Impressionnisme.